# Angry Birds Star Wars
Angry Birds Star Wars', dựa theo mô phỏng: Chiến tranh giữa các vì sao. Game đã có trên Android, iOS và PC.
Angry Birds Star Wars vừa đưa ra phiên bản cuối cùng (v.1.5.1)-năm 2014. Phiên bản cuối cùng mang tên Death Star 2. Trước đây, Angry Birds Star Wars đã từng có trên Facebook. Nó đã bị đóng cửa vào 3/3/2014.

## Giới thiệu
Ngày xửa ngày xưa ở một thiên hà xa xôi... một nhóm chim nổi loạn tuyệt vọng đã phải đối mặt với một mối đe dọa tầm cỡ thiên hà: Đế chế quân đội lợn xanh tàn ác! Những chú chim nổi loạn, đã giành được chiến thắng đầu tiên đối với Đế quốc Lợn xanh. Trong trận đấu, những chú chim do thám đã đánh cắp được bản kế hoạch vũ khí tối tân của Đế chế Lợn - Ngôi sao Chết. Và giờ đây các chú chim do thám phải thật nhanh chóng đi giao bản kế hoạch lại cho những chú chim nổi loạn. Để làm được việc này các chú chim sẽ cần tới sự giúp đỡ của bạn!

## Nhân vật trong game
Rất nhiều nhân vật có trong game. Chúng tôi chỉ tham khảo một số nhân vật sau đây:
| Tên nhân vật          | Tính năng                                     |
| --------------------- | --------------------------------------------- |
| R2-D2                 | Tạo ra vụ nổ điện                             |
| C3-PO                 | Vỡ tung thành mảnh                            |
| Luke Skywalker        | Sử dụng thanh gươm ánh sáng                   |
| Obi-Wan Kenobi        | Đẩy ra một lực rất lớn                        |
| Han Solo              | Bắn súng                                      |
| Chewbacca             | Đâm với lực rất mạnh                          |
| Lando Calrissian      | Bắng 3 tia laser cùng lúc                     |
| Rebel pilots          | Bay với tốc độ cao, dế dàng đâm qua thủy tinh |
| Leia Organa Skywalker | Chùm tia kéo                                  |
| Darth Vader           | Tỏa ra thần lực cực lớn                       |

## Phiên bản mới
Angry Birds Star Wars II sẽ tiếp nối với Angry Birds Star Wars. Phát hành vào tháng 7/11/2013.

## Tập

### Tatooine
Là phần đầu tiên của game. Người chơi phải hoàn thành mới được mở khoá các ván khác.

#### Cốt truyện
Công chúa Leia (Stella) bị bắt dưới sự chỉ huy của Darth Vader (Anakin - Red), Leia đưa hai con droid là C-3PO (Mathilda) và R2-D2 (Egg) lên kén cứu sinh xuống Tatooine. Chúng bị thương nhân bán droid Jawa bắt cóc và đem bán cho gia đình Luke Skywalker (Red), sau đó Luke thất lạc R2-D2. Biết nó đã lên núi và Luke một mình đi tìm R2-D2 rồi bị lũ Tusken Raider đánh ngất. Một Jedi già tên là Obi-Wan Kenobi đã cứu Luke rồi đưa cho Luke thanh lightsaber của cha mình, Luke chấp nhận làm đệ tử của Obi-Wan và bắt đầu học những bài học đầu tiên để trở thành một Jedi. Obi-Wan Kenobi đã đưa Luke, C-3PO và R2-D2 gặp một số người bạn là Han Solo (Chuck) và Chewbacca (Terence) và tất cả chấp nhận lên đường giải cứu công chúa Leia trên tàu Mighty Falcon (Millenium Falcon).

### Death Star
Trong phần đầu của Death Star, lũ chim đã thâm nhập vào trụ sở và bị Darth Vader phát hiện nhanh chóng.

#### Cốt truyện
Những chú chim đã thâm nhập vào Death Star để giải cứu công chúa Leia. Obi-Wan trực tiếp đánh Darth Vader và bị giết. Những chú chim cùng Leia đã ra khỏi Death Star và trở về căn cứ Rebel và huy động các phi công X-Wing tiến đánh Death Star, các phi công tấn công lò phản ứng gần như bị tiêu diệt, chỉ còn chiếc X-Wing của Luke đang trong tầm ngắm bắn của chiếc TIE Advanced x1 của Darth Vader thì được tàu Mighty Falcon giải cứu và Luke đã bắn nổ lò phản ứng khiến cho Death Star nổ tung cùng với một phần rất lớn Stormtrooper, TIE Pilot và các sĩ quan, đô đốc của Đế chế lợn nhưng Darth Vader đã trốn thoát.

### Hoth
Phần cuối cùng của phiên bản 1.2.0.

### Path of the Jedi
Hãy sẵn sàng cho sử thi của Jedi, với sự giúp đỡ của Yoda, đánh thắng những con lợn từ Dagobah. Đạt 3 sao tất cả các ván có trong game.

#### Cốt truyện
Sau khi tiêu diệt Death Star, Đế chế Lợn trả thù bằng cách tấn công vào căn cứ Echo của Rebel ở Hoth do tướng quân Leia Organa dẫn đầu. Các binh lính và phi công của Quân Nổi dậy trong đó có Luke đã dũng cảm chống trả nhưng đã thất bại do thua về vũ khí và số lượng khiến Leia, Han Solo, Chewbacca và các tướng lĩnh phải chạy trốn ra vũ trụ. Theo lời nói của Obi-Wan, Luke đã ra khỏi hành tinh Hoth và đến hành tinh Dagobah, nơi mà người thầy mới của Luke, sư phụ Yoda sẽ giúp cậu trở thành Jedi thực sự.

### Cloud City - Bespin
Thành phố của Lando Calrissian. Boba Fett Missions là episode nằm trong này, mở khóa bằng cách kiếm năm con tàu ẩn, hoặc mua với giá 21.000đ.

#### Cốt truyện
Được sự giúp đỡ của Lando Calrissian- một người bạn cũ của Han Solo (Chuck màu nâu), 3 người trong phi hành đoàn đã đáp xuống an toàn và sửa chữa tàu Mighty Falcon nhưng họ không biết rằng Đế chế đã tới đây trước do sự giúp đỡ của Boba Fett và khuất phục Lando.Trong giờ ăn trưa, Lando đã đưa Han, Leia và Chewie vào phòng của Darth Vader, hắn ra lệnh các Stormtrooper bắt lại. Han Solo chấp nhận số phận và rơi vào máy đóng băng. Boba Fett đưa Carbonite Han Solo về Tatooine và đưa cho Jabba. Còn Luke tham gia trận chiến với Vader và bị Vader chặt mất kiếm. Vader nói rằng Luke chính là con của ông ấy và muốn Luke cùng hắn thống trị thiên hà. Luke đã thét lên trong vô vọng. Không còn đường nào khác, Luke đã chấp nhận rơi xuống lỗ thông của Cloud City và được cứu trên tàu Mighty Falcon rồi đưa về tàu tuần dương của Quân Nổi dậy. Những chú chim nhìn qua cửa sổ, chờ đợi niềm hy vọng mới.

### Moon of Endor
Lạc trong rừng rậm âm nhạc của Ewok

#### Cốt truyện
Ở Tatooine, Leia đóng giả thành một tên săn tiền thưởng và giải thoát cho Han Solo, không may thì bị Jabba bắt và Leia làm con điếm của ông ta, buộc Luke phải giải cứu. Sau đó, những chú chim bắt đầu cuộc hành trình của mình ở Endor, căn cứ lớn nhất của Đế chế Lợn. Những con Ewok tưởng chúng là những kẻ xâm chiếm và định đem vào nguyên liệu vào bữa tối của chúng, còn C-3P0 được phong là thần. C-3P0 yêu cầu giải thoát, nhưng không đồng ý, buộc Leia phải đến can ngăn. Rồi lũ lợn phát hiện Han Solo đã thoát, đã lập trạm kiểm soát vệ tinh ở đây để tìm, nhưng nó đã bị quân của Han đánh phá.

### Death Star 2
Đây là phần cuối cùng. Sau khi hoàn thành tất cả các ván, bạn sẽ phải gặp hoàng đế Palpatine.

#### Cốt truyện
Luke đã đến Death Star để nói chuyện với Darth Vader, nhưng Darth Vader đã bắt Luke lên phòng của hoàng đế Palpatine, Palpatine đã trả thanh lightsaber cho Luke để đánh nhau với Vader với mục đích thầm kín là đưa Luke lên làm chúa tể bóng tối thay cho người cha già của mình nếu Luke thắng Vader. Bất cảm trước những lời nói của cha mình, Luke giận dữ và đánh bại Darth Vader, nhưng Luke vẫn không đồng ý tham gia mặt tối, khiến Darth Sidious giật điện Luke. Khi nhìn vào con mình đang bị sư phụ giật điện, ông đã chấp nhận số phận để tiêu diệt sư phụ cũng là để cứu con trai ông. Trước khi chết, Darth Vader đã được nhìn con lần cuối bằng ánh mắt của chính mình. Trong khi đó, tàu Mighty Falcon do Lando chỉ huy và một số phi công của Quân Nổi dậy đã tấn công vào lò phản ứng của Death Star II và khiê nó bị nổ tung, và may mắn là Luke và các phi công đã thoát chết, Đế chế Lợn bị tiêu diệt. Trong không khí chiến thắng, Luke đã nhìn thấy linh hồn của cha mình với sư phụ Yoda và thầy Obi-Wan.